# Syllis incisa
Syllis incisa är en ringmaskart som först beskrevs av O. Fabricius 1780.  Syllis incisa ingår i släktet Syllis och familjen Syllidae. Arten har ej påträffats i Sverige. Inga underarter finns listade i Catalogue of Life.